# För-Nectarian
För-Nectarian-perioden var en period i månens geologiska tidsskala som pågick mellan 4550 miljoner år sedan (den tiden när man tror månen bildades) till omkring 3920 miljoner år sedan, när Nectaris Basin bildades av en stor kollision mellan månen och någon annan himlakropp. Det finns lite sten från för-nectarian av det man har tagit hem från månen under olika Apollo-uppdrag. Man har dock funnit betydligt mer sten från Nectarian-perioden. Den huvudsakliga för-nectarianmån-högländerna består av en stentyp som heter anortasit, vilket tyder på att de tidiga stegen av bildandet av månens skorpa skedde med magma.